# Corylus chinensis
Corylus chinensis là một loài thực vật có hoa trong họ Betulaceae. Loài này được Franch. mô tả khoa học đầu tiên năm 1899.
Corylus chinensis được tìm thấy trên những sườn núi ẩm của rừng ở độ cao từ 1200 đến 3500 mét. Chúng cũng được ghi nhận từ Tây Tạng, Tân Cương, Cam Túc, Quý Châu, Hồ Bắc, Thiểm Tây, Tứ Xuyên và Vân Nam. 
Cả dầu và hạt của Corylus chinensis đều ăn được.

## Hình ảnh

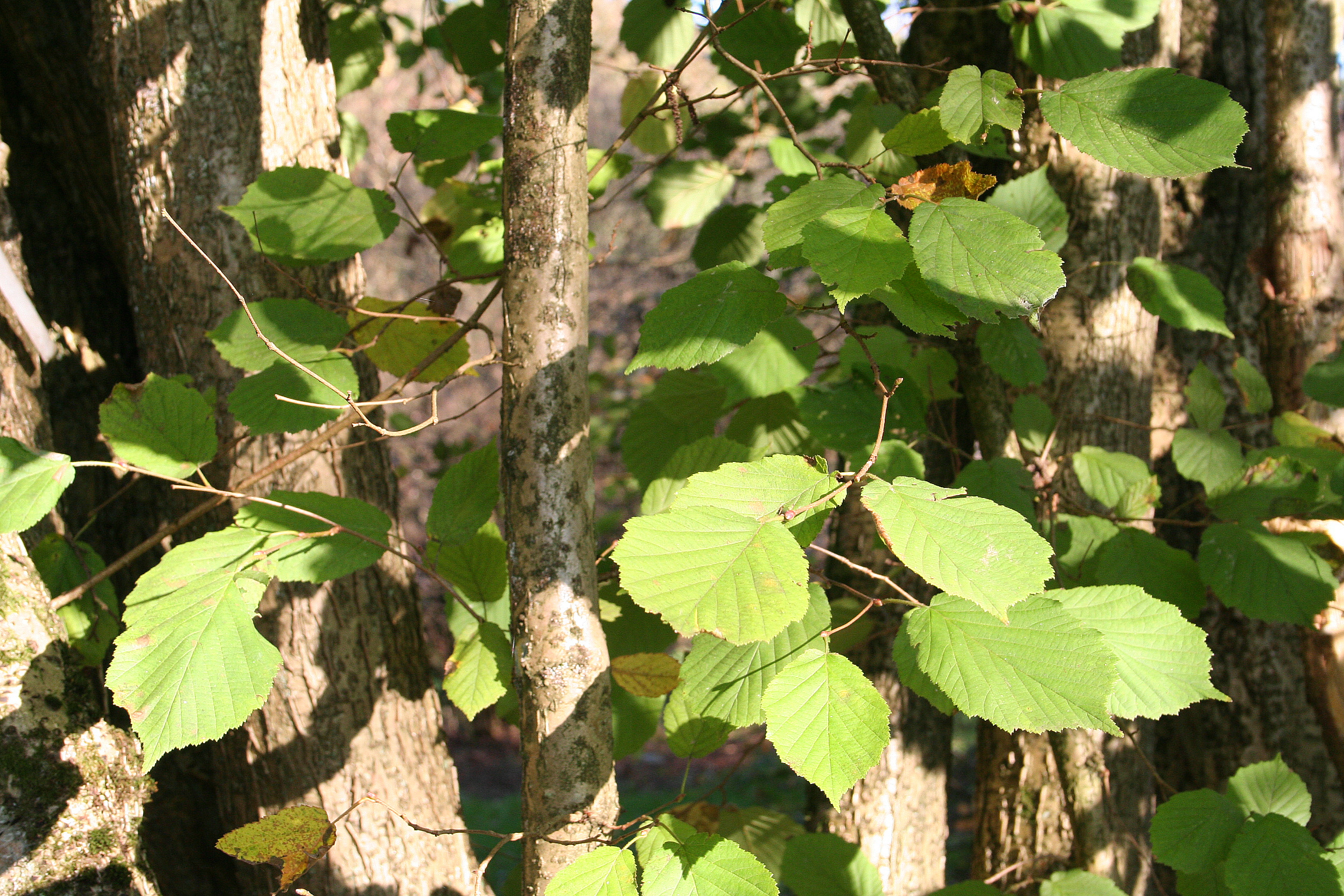
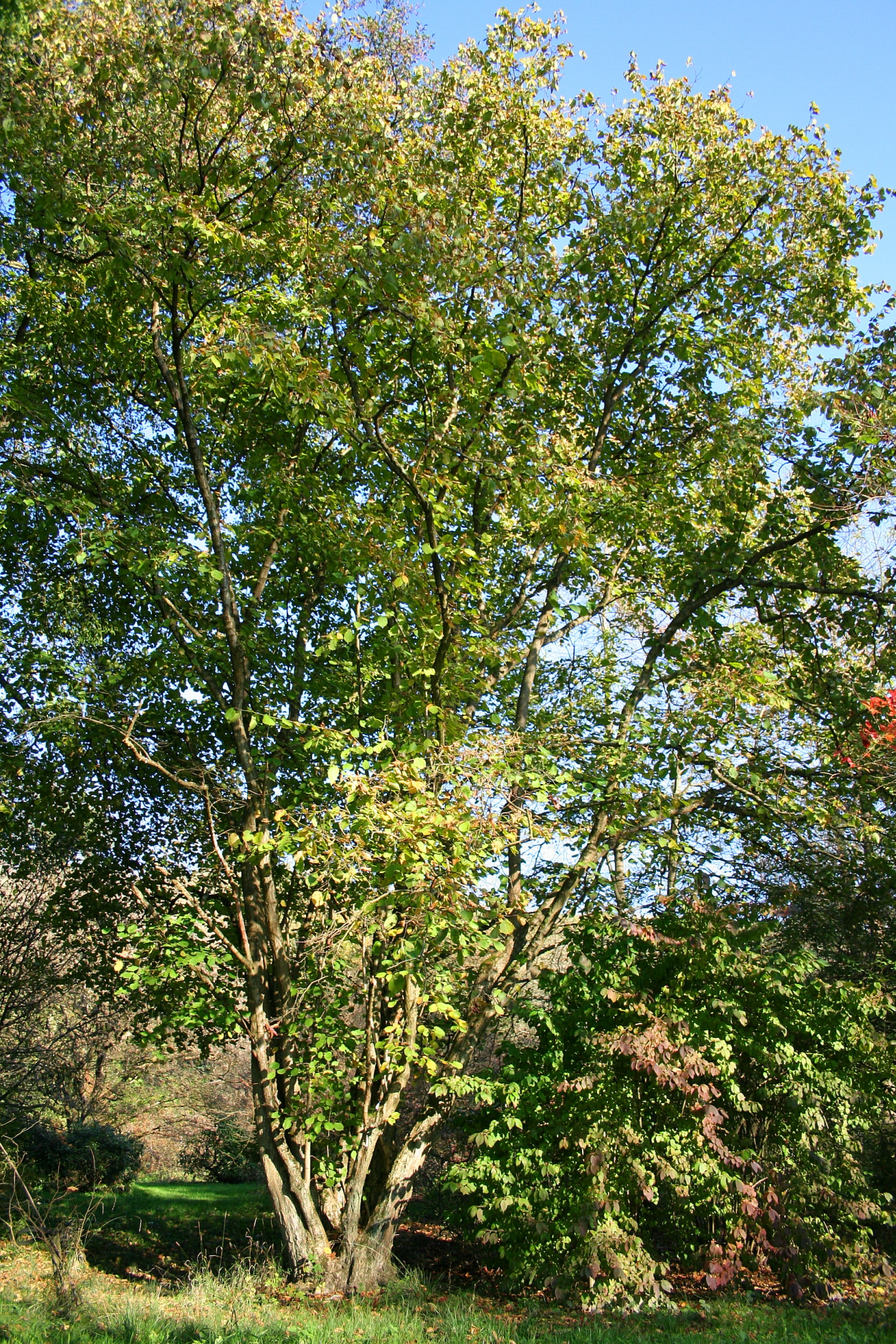
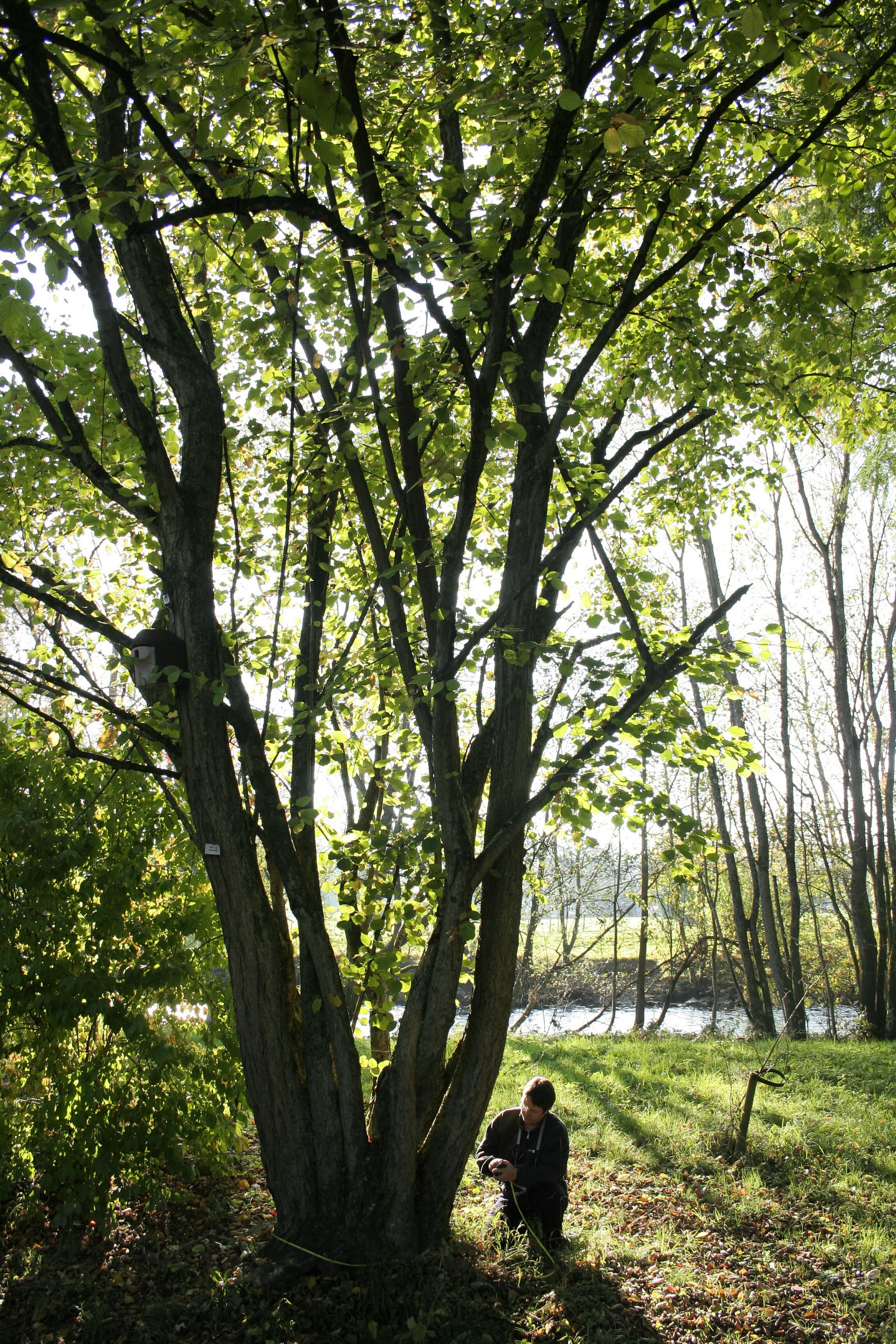